# DR 851 bis 852
Die Triebwagen 851 bis 852 gehören zu den ersten von der DRG beschafften serienmäßigen Triebwagenbaureihen. Sie wurden in die sogenannte schwere Bauart eingegliedert. Außer den beiden Triebwagen wurden die Fahrzeuge DR 853 ... 871 in diese Bauart eingegliedert. Der 851 ist als EVA-Maybach-Triebwagen bekannt und stand 1924 auf der Eisenbahntechnischen Ausstellung in Seddin.

## Geschichte

### Reichsbahn-Zeit
Der 851 wurde 1924 als Eigenentwicklung der Firmen Waggonfabrik Wismar und Maybach-Motorenbau hergestellt und wurde nach der Eisenbahntechnischen Ausstellung in Seddin zahlreichen Untersuchungen unterzogen. Danach wurde das Fahrzeug von der DRG zunächst als "101 Stuttgart", später als "851 Stuttgart" übernommen. Der 852 folgte 1926 und unterschied sich von dem Versuchswagen nur geringfügig.
Beiden Fahrzeugen gemeinsam war der schwere, in Nietkonstruktion hergestellte Wagenkasten mit den abgeschrägten Ecken, das ebenfalls in Nietkonstruktion hergestellte schwere Fahrgestell und die Antriebsanlage, bestehend aus dem Sechszylinder-Viertakt-Dieselmotor G 4a von Maybach-Motorenbau und dem mechanischen Getriebe  T1 vom gleichen Hersteller. Die gesamte Antriebsanlage war im Maschinendrehgestell untergebracht. Sie übertrug das Drehmoment auf die Räder mittels Blindwelle und Treibstangen. Unterschiede beider Triebwagen ergaben sich in der Länge des Wagenkastens, der Sitzplatzanordnung und -zahl.
Die Antriebsanlage war derart gestaltet, dass beim Fahrzeuggetriebe mit fünf Gängen alle Übertragungsgänge ständig im Eingriff standen. Bei Stillstand des Fahrzeuges war der Dieselmotor abgeschaltet. Das Starten des Motors geschah mit Druckluft bei eingelegtem ersten Gang, der Triebwagen fuhr also beim Starten an. Das Starten des Motors geschah über einen fußbedienten Anlassverteiler. Zum Schalten zwischen den unterschiedlichen Gangstufen wurde eine Lamellenkupplung verwendet. Auf Grund des hohen Luftverbrauches beim Anfahren bei kurzen Haltestellenabständen wurde später bei den Fahrzeugen 853 bis 861 dieses System so umgeändert, dass ein Starten des Motors im Leerlauf mit Druckluft und ein Anfahren bei laufendem Motor mit Einrücken der Kupplung möglich war. Ob die beiden Baumusterfahrzeuge auf dieses System umgestellt wurden, ist aus der Literatur nicht zu entnehmen.
Eingesetzt waren die Fahrzeuge zunächst im Raum Stuttgart und München, ab 1934 wurden sie im Raum Schwerin eingesetzt, wo sie sich recht gut bewährten. Auf Fotos sind die Fahrzeuge mit drei oder mit einem Beiwagen im Einsatz zu sehen. Betriebsmäßig waren die Fahrzeuge auf vier Achsen Anhängelast zugelassen. Aus Einsatzdaten ist zu entnehmen, dass der 852 auf der 56,5 km langen Strecke Rostock – Wismar eingesetzt war und die bisher bei Dampflokomotivzügen erreichten Zeiten um mehr als 15 Minuten unterbot. Dabei waren die Betriebskosten durch die Personaleinsparung viel günstiger als bei Dampfzügen. Bauartänderungen ergaben sich durch den Wechsel der Antriebsmotoren auf die Bauart G 4b, womit die Antriebsleistung auf 129 kW gesteigert werden konnte. Interessant sind die Laufleistungen der Dieselmotoren. Laut Literaturangaben lag die durchschnittliche ausbaufreie Laufleistung des Dieselmotors im Schnitt bei 89.000 km. Dieser Wert mag im Vergleich zu den GO-Motoren als sehr hoch gelten, aber berücksichtigt nicht die schwächere Belastung der G 4b-Motoren im Nebenbahndienst sowie die Einsatzcharakteristik. Motoren auf Strecken mit geringerem Abstand zwischen Kopf- und Zielbahnhof neigten eher zu hohem Verschleiß. Zudem gab es eine große Streuung der Spanne der ausbaufreien Laufleistung in der Anfangszeit der Bahnmotoren. Außerdem beschreibt dieser Wert nicht die in der Zwischenzeit durchgeführten Reparaturen (damals wurden die Motoren bei Schäden ausgebaut, repariert und wieder eingebaut).
Die Fahrzeuge liefen in der Reichsbahndirektion Schwerin bis 1940 und wurden danach für Kriegszwecke verwendet. Dabei wurden sie so stark beschädigt, dass sie 1944 ausgemustert werden mussten und verschrottet wurden.